# Gare de Barneville
La gare de Barneville est une gare ferroviaire française de la ligne de Carentan à Carteret, située au village de Barneville sur le territoire de Barneville-Carteret, dans le département de la Manche en région Normandie.
Elle est mise en service en 1889 par la Compagnie des chemins de fer de l'ouest. La voie ferrée est toujours présente sur la commune où elle est utilisée par le train touristique du Cotentin.

## Situation ferroviaire
Établie à 8 mètres d'altitude, la gare de Barneville est située au point kilométrique (PK) 353,744 de la ligne de Carentan à Carteret, entre la halte de Saint-Georges-de-la-Rivière et celle du village du Tôt.

## Histoire
La Compagnie des chemins de fer de l'ouest met en service une halte à Barneville le 1er juillet 1889, lors de l'ouverture à l'exploitation de la deuxième section, de La Haye-du-Puits à Carteret de sa ligne de Carentan à Carteret. Le 17 novembre 1889, le Conseil municipal émet un premier vœu pour la transformation de la halte en gare et le renouvelle le 30 mars 1890. La compagnie répond à cette demande en ouvrant, le 1er avril 1890, un « service du détail de la petite vitesse » mais elle y met des conditions restrictives : les colis ne peuvent pas dépasser 300 kg, l'expéditeur ou le destinataire doivent venir aider à la manutention et les réclamations sont à faire dans une gare proche.
Face à ce qu'il appelle une demi-mesure, le Conseil général de la Manche, lors de sa séance du 16 avril 1890, soutient la demande d'ouverture d'une gare, en faisant valoir qu'il y a régulièrement des colis de plus de 300 kg pour les commerçants de Barneville et qu'il manque aussi un abri.
Le 27 mai 1979, la Société nationale des chemins de fer français (SNCF) met fin au trafic ferroviaire sur le tronçon de La Haye-du-Puits à Carteret.
Le 23 juin 1990, intervient la réouverture, par le train touristique du Cotentin, de la voie ferrée entre Port-Bail et Carteret.

## Service train touristique
L'association « Tourisme et Chemin de Fer de la Manche » (ATCM) prévoit dans ses horaires un arrêt du train touristique du Cotentin.